# Dalla octomaculata
Dalla octomaculata је инсект из реда лептира (лат. Lepidoptera) и породице скелара (лат. Hesperiidae).

## Распрострањење
Ареал врсте је ограничен на две државе. Панама и Костарика су једина позната природна станишта врсте.

## Угроженост
Подаци о распрострањености ове врсте су недовољни.